# Zellingen (Zellingen)
Zellingen ist der Hauptort der Gemeinde Zellingen im unterfränkischen Landkreis Main-Spessart in Bayern.

## Geographie

### Lage
Der Ort liegt 175 m ü. NHN am linken Ufer des Mains zwischen Würzburg und Karlstadt.

### Nachbargemarkungen
Nachbargemarkungen im Uhrzeigersinn im Norden beginnend sind Retzbach, Thüngersheim, Erlabrunn, Oberleinach, Unterleinach, Duttenbrunn und Himmelstadt.

### Gewässer
Der Riedbach mündet am Südwestrand des Ortes in den Gespringsbach, der im Südwesten des Ortes in den Leinacher Bach fließt, der im Norden des Ortes in den Main mündet.

## Geschichte
Zellingen war eine Gemeinde im Landkreis Karlstadt bis zu dessen Auflösung. Seit dem 1. Juli 1972 gehört Zellingen zum Landkreis Main-Spessart. Am 10. Dezember 2016 hatte das Dorf 3784 Einwohner mit Hauptwohnsitz.
Der Zellinger Radfahrverein Bavaria wurde 1888 gegründet.

## Religion

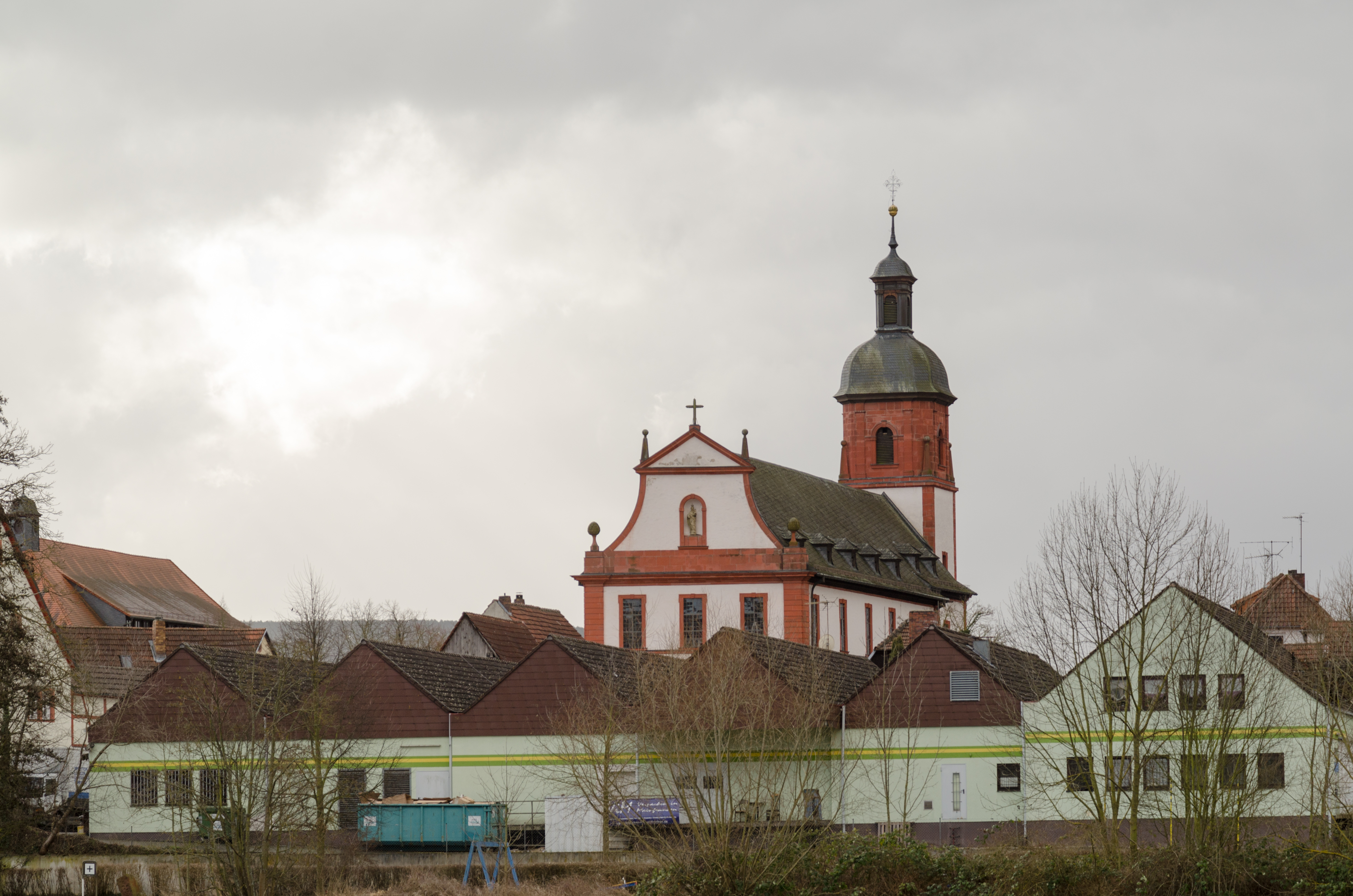
Die Pfarrkirche St. Georg in Zellingen

Zellingen ist katholisch geprägt. Die Pfarrei St. Georg gehört zum Dekanat Karlstadt.

## Baudenkmäler
Zahlreiche Gebäude stehen unter Denkmalschutz. siehe: Liste der Baudenkmäler in Zellingen